# Comunità Saman
La Comunità Saman è una comunità terapeutica di recupero per tossicodipendenti,  con sede a Lenzi, una frazione del comune di Valderice, in provincia di Trapani.

## Storia
L'ex editore Francesco Cardella fonda nel 1980 in una sua proprietà a Lenzi, in Valderice, vicino a Trapani, insieme all'ex leader di Lotta Continua Mauro Rostagno e la compagna di questi, Elisabetta Roveri, Saman, una comune degli arancioni di Osho Rajneesh e centro di meditazione. 
Nel 1981 questa diviene Comunità Saman, una comunità terapeutica che si occupa del recupero di tossicodipendenti. Lo stesso leader socialista e premier Bettino Craxi in quegli anni sostiene le attività di Saman.
Negli anni la comunità cresce, fino ad arrivare a una ventina di sedi per il recupero dei tossicodipendenti sparse in tutta Italia e anche all'estero, un aereo bimotore, uno yacht e anche due ex pattugliatori della Marina svedese, trasformati in comunità naviganti. La comunità ospita anche personaggi dello spettacolo, come ad esempio Lilli Carati, che ha raccontato i tre anni di permanenza in un documentario, Lilli, una vita da eroina.
Il 26 settembre 1988, avviene a Lenzi l'omicidio di Mauro Rostagno, mentre questi sta rincasando nella comunità Saman. Il colonnello della Guardia di Finanza Ignazio Gibilaro comandante provinciale di Trapani, apre un'indagine nel 1995 sulla comunità Saman, del patrimonio e dei finanziamenti a Francesco Cardella, che porta a un'inchiesta della procura di Trapani, con sullo sfondo l'omicidio di Rostagno e che, nel 1996, ipotizza che il delitto possa essere maturato all'interno della stessa Saman, per spaccio di stupefacenti tra i membri della comunità, suscitando forti polemiche. Emette mandati di arresto per alcuni ospiti della comunità, individuati come esecutori materiali del delitto, e ai vertici, con Cardella come mandante, oltre che alla Roveri, accusata di favoreggiamento. Questa pista viene poi abbandonata e gli accusati rilasciati. Reggono invece le accuse di truffa alla USL per Cardella e la sorella Giuseppina, per le quali patteggia un anno e mezzo di reclusione-
In sostituzione di Cardella, viene chiamato Luigi Cancrini, psicoteraputa e poi deputato di Rifondazione Comunista (2006-2008), in qualità di direttore scientifico delle Comunità, carica che ricoprirà fino al dicembre 2014, e Achille Saletti, criminologo, in qualità di presidente. L'Associazione Saman così, negli anni 2000, è presente in 9 regioni italiane con 6 comunità terapeutiche e 5 centri d'accoglienza, occupando stabilmente oltre 160 operatori e fornendo accoglienza e cura a oltre 500 persone l'anno. Nel 2019 avviene un accordo con la cooperativa Anteo di Biella, che acquisisce Saman Italia, mentre Saman Sicilia, diversa persona giuridica, rimane autonoma, seppur consorziata con il Gruppo Anteo nella fornitura di servizi agli utenti.